# Rumuński Kościół Prawosławny

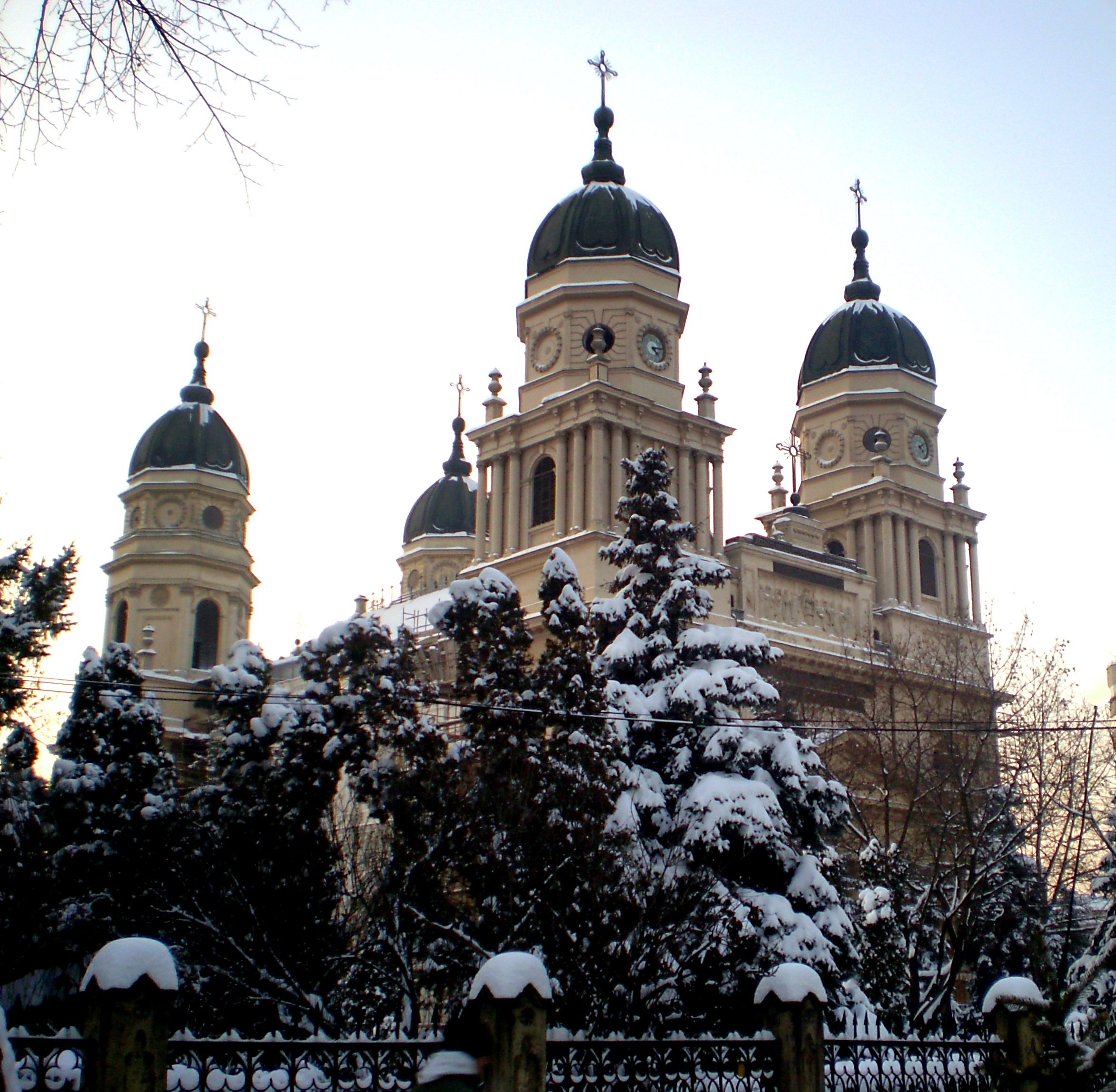
Sobór św. Paraskiewy, Spotkania Pańskiego i św. Jerzego w Jassach

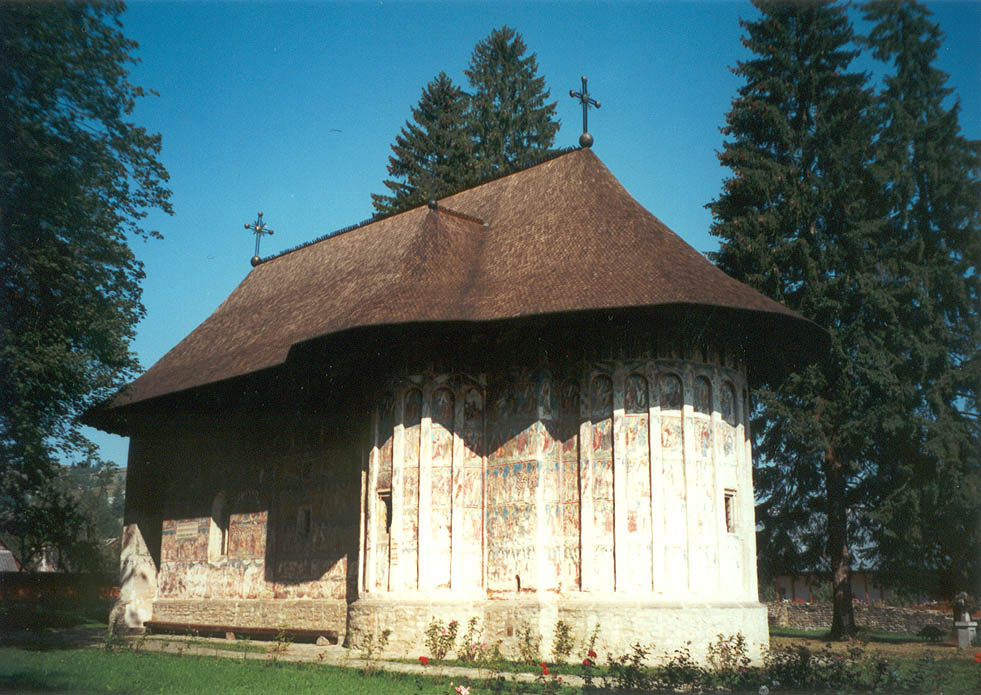
Monaster Humor

Rumuński Kościół Prawosławny (rum. Biserica Ortodoxă Română), także Patriarchat Rumuński – autokefaliczny Kościół prawosławny o randze patriarchatu. Na jego czele stoi patriarcha Daniel I, noszący tytuł arcybiskupa Bukaresztu, metropolity ungro-wołoskiego, namiestnika Cezarei Kapadockiej i patriarchy całej Rumunii. Kościół posiada status autokefalicznego od 1878, zaś od 1925 jest kierowany przez patriarchów. Chrześcijańskie diecezje istniały na terenie współczesnej Rumunii już w pierwszych wiekach naszej ery.
Według danych z 1992 do Kościoła należało 86% mieszkańców Rumunii.

## Historia

### Korzenie
Według tradycji pierwszymi misjonarzami chrześcijańskimi na terytorium Rumunii byli apostoł Andrzej oraz uczniowie św. Pawła. Wpływy chrześcijaństwa na obszarze dzisiejszej Rumunii wzmocniły się po aneksji Dacji do Cesarstwa Rzymskiego. Najprawdopodobniej mieszkańcy regionu przyjęli chrześcijaństwo jeszcze przed wydaniem edyktu mediolańskiego. W okresie prześladowań Dioklecjana z powodu wyznawania wiary chrześcijańskiej zginęło tam kilkaset osób uznanych następnie za świętych męczenników. Reprezentanci diecezji w regionie uczestniczyli w siedmiu soborach powszechnych. Pierwotne administratury kościelne zostały jednak zniszczone w czasie wędrówki ludów. W II połowie IX w., po misji Cyryla i Metodego, z udziałem duchownych bułgarskich, na terenie dzisiejszej Rumunii powstały eparchie Bułgarskiego Kościoła Prawosławnego. W 1014, po podporządkowaniu Kościoła bułgarskiego Patriarchatowi Konstantynopolitańskiemu wskutek podbojów Bazylego Bułgarobójcy, obszar Rumunii objęła eparchia wołoska podległa Arcybiskupstwu Ochrydzkiemu. Eparchia posiadała faktyczną autonomię organizacyjną, co umożliwiało szybki rozwój życia monastycznego i sztuki sakralnej. W 1389 eparchia przyjęła nazwę Metropolii Ugro-Wołoskiej i w tej postaci od 1396 podlegała Patriarchatowi Konstantynopola, w strukturach którego działała do upadku Bizancjum. Co najmniej od 1386 istniała Metropolia Mołdawii.

### Pod panowaniem tureckim i austriackim
Po opanowaniu Bałkanów, Wołoszczyzny i Mołdawii przez Imperium Osmańskie lokalne struktury prawosławne zachowały względną autonomię ze względu na położenie na peryferiach państwa tureckiego. Władze tureckie podejmowały jednak próby islamizacji społeczeństwa, nie przynoszące spodziewanych efektów.
Wskutek wojny turecko-austriackiej i podpisania w 1699 pokoju w Karłowicach Austria przejęła Siedmiogród, zaś w 1718 także Banat. Władze austriackie, prowadzące politykę katolicyzacji kraju, przeforsowały, przy udziale misji jezuickiej powstanie w Siedmiogrodzie Kościoła Rumuńskiego Zjednoczonego z Rzymem, zaś metropolita Alba Iulia Atanazy (Anghel) przyjął w 1701 postanowienia unii kościelnej i został ponownie wyświęcony na biskupa katolickiego. W latach 1761–1762 w Siedmiogrodzie administracyjnie zlikwidowano wszystkie klasztory prawosławne. Niemniej w 1761 rząd austriacki zgodził się na ponowną organizację hierarchii prawosławnej w kraju, zaś w 1781 Józef II ogłosił akt tolerancyjny. Początkowo do objęcia katedr biskupich zaproszono hierarchów narodowości serbskiej i jurysdykcyjnie podporządkowano je metropolii karłowickiej (od 1848 – patriarchatowi), jednak od 1810 wszyscy biskupi na ziemiach rumuńskich w granicach Austrii, a następnie Austro-Węgier, byli Rumunami. Rumuński Kościół Prawosławny odegrał decydującą rolę w rozwoju narodowej kultury rumuńskiej i budowy świadomości narodowej. Biskup siedmiogrodzki Andrzej (Șaguna) był jednym z przywódców rumuńskiego ruchu narodowego w latach Wiosny Ludów i w kolejnych dekadach (do 1867). On też został pierwszym zwierzchnikiem etnicznie rumuńskiej, niezależnej od struktur serbskich, metropolii siedmiogrodzkiej erygowanej za zgodą cesarza w 1864.

### W niepodległej Rumunii
Po powstaniu Zjednoczonych Księstw Mołdawii i Wołoszczyzny, a następnie Rumunii, w 1872, Rumuński Kościół Prawosławny ogłosił autokefalię. W listopadzie 1878 patriarcha konstantynopolitański zgodził się na powstanie autokefalicznej metropolii obejmującej terytorium Rumunii. Po poszerzeniu jej ziem o Dobrudżę, a po I wojnie światowej także Mołdawię, Siedmiogród i Bukowinę na obszarach tych również powstały struktury Kościoła. Rumuński Kościół Prawosławny odegrał znaczącą rolę w scalaniu ziem, które weszły do Królestwa Rumunii po 1918, a wcześniej należały do różnych organizmów państwowych.
Dwudziestolecie międzywojenne było okresem odbudowy szeregu monasterów oraz rozwoju działalności charytatywnej i oświatowej Kościoła, który miał bardzo silny wpływ na rozwój świadomości narodowej Rumunów. W 1925 Rumuński Kościół Prawosławny otrzymał rangę patriarchatu; pierwszym patriarchą został dotychczasowy metropolita Miron. Rumuński Kościół Prawosławny był aktywnym uczestnikiem ruchu ekumenicznego. Znaczna grupa prawosławnych duchownych sympatyzowała z Żelazną Gwardią i Legionem Michała Archanioła.
Od sierpnia 1944, gdy Rumunia przystąpiła do koalicji antyfaszystowskiej, komuniści rumuńscy starali się uzyskać poparcie prawosławnych duchownych. W ciągu kolejnych trzech lat, do całkowitego przejęcia władzy przez partię komunistyczną, pozycja Rumuńskiego Kościoła Prawosławnego na tle innych związków wyznaniowych była wyraźnie uprzywilejowana. Do 1947 rumuńscy działacze komunistyczni publicznie manifestowali swoją religijność, czego wyrazem był np. udział delegacji partyjnej w ceremonii poświęcenia soboru w Timișoarze.

### Po II wojnie światowej
W związku ze zmianą granic państwowych po II wojnie światowej struktury Rumuńskiego Kościoła Prawosławnego na Bukowinie i w Mołdawii (Metropolia Besarabii) zostały włączone do Rosyjskiego Kościoła Prawosławnego. W 1948 władze socjalistycznej Rumunii zlikwidowały również Rumuński Kościół Greckokatolicki, włączając jego struktury do Kościoła prawosławnego. Po przejęciu pełni władzy w kraju komuniści rumuńscy naśladowali w swojej polityce wyznaniowej model radziecki. Rumuński Kościół Prawosławny został poddany prześladowaniom, władze dążyły do tego, by usunąć z niego duchownych o opozycyjnych poglądach. Do obozów pracy trafiło od 300 do 500 duchownych prawosławnych, trzech biskupów zostało zamordowanych, trzynastu – uwięzionych. Po śmierci patriarchy Nikodema w 1948 władze doprowadziły do wyboru na jego następcę metropolity Mołdawii Justyniana, całkowicie uległego wobec rządu. W tym też roku prześladowania zostały przerwane.
Sytuacja uległa ponownie gwałtownej zmianie po 1959. W latach 60. w Bukareszcie zniszczono szereg cerkwi, w całym kraju zamknięto znaczną część monasterów, zaś mnichów i mniszki zmuszono do porzucenia życia wspólnotowego. Ok. 1700 duchownych znalazło się w więzieniach. W 1962 doszło do kolejnego zwrotu w polityce państwa: Rumuński Kościół Prawosławny został uznany za pożyteczne narzędzie w budowaniu rumuńskiego nacjonalizmu, pod warunkiem wspierania polityki państwa. Odtąd jego duchowieństwo zachowywało w związku z tym pełną lojalność wobec dyktatorskiej władzy Nicolae Ceaușescu. Taka postawa wobec władz była korzystna dla Cerkwi, która mogła prowadzić działalność duszpasterską o wiele swobodniej, niż protestanci i katolicy, stale oskarżani o działania na rzecz państw zachodnich. W 1975 w Rumunii służyło 12 tys. kapłanów prawosławnych, wychodziło osiem periodyków teologicznych, zaś dwóch metropolitów zasiadało w parlamencie. Kościół zabierał głos w sprawach polityki zagranicznej kraju, dowodząc rumuńskości Siedmiogrodu i Besarabii. W antyzachodniej propagandzie państwowej pojawiły się natomiast akcenty antykatolickie; sugerowano, że państwa kapitalistyczne były wrogie nie tylko socjalizmowi, ale i prawosławiu. W 1963 Rumuński Kościół Prawosławny prowadził 8568 parafii obsługiwanych przez ponad 9 tys. duchownych, z czego 228 placówek duszpasterskich funkcjonowało w Bukareszcie. Państwo finansowało instytuty teologiczne w stolicy kraju oraz w Sybinie. Postawa Kościoła sprawiła, iż ok. 450 tys. wiernych wystąpiło z niego, przechodząc do Kościołów ewangelikalnych. W 1983 liczbę wiernych Kościoła szacowano na 15–17 mln.

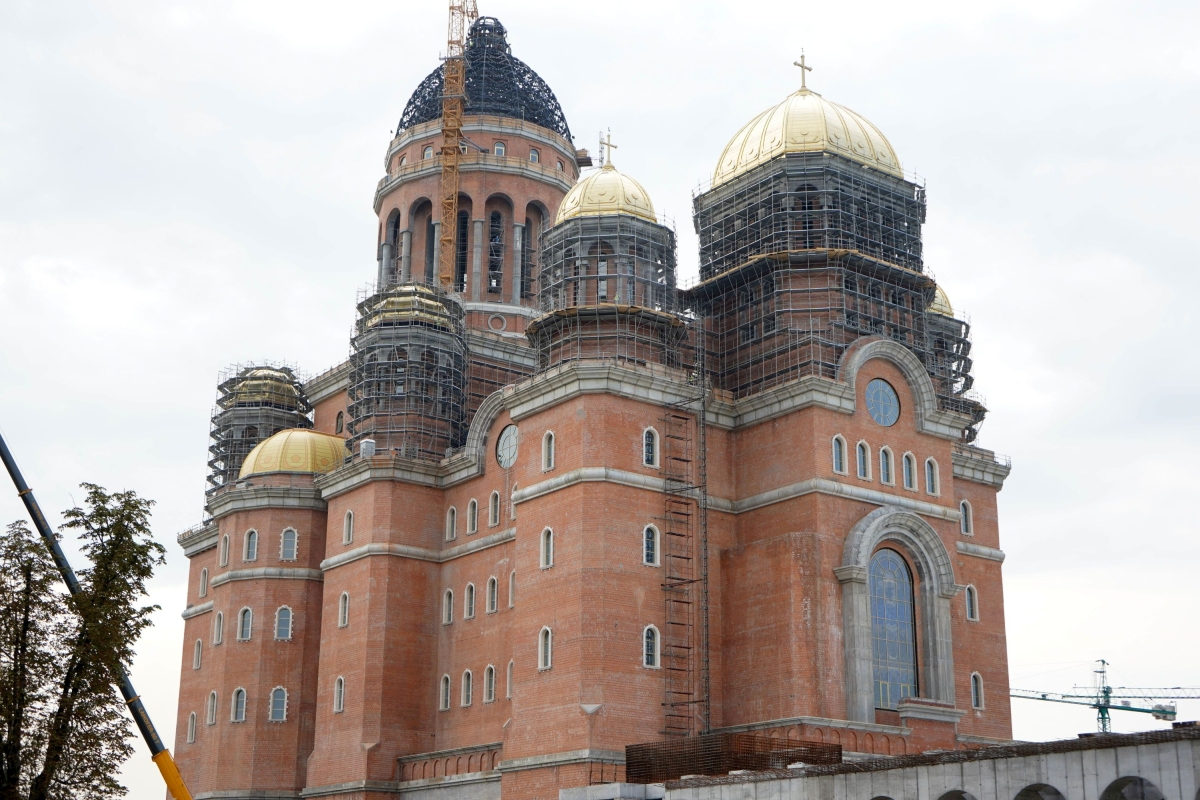
Budowa Katedry Zbawienia Narodu, największej świątyni prawosławnej w Rumunii

### Po 1989
Po upadku komunizmu w Rumunii Patriarchat Rumuński ponownie uzyskał swobodę działalności. Według danych z 2007 prowadził 10 412 parafii z 14 373 cerkwiami, obsługiwanymi przez ok. 12 tys. duchownych. Działało również 359 monasterów zamieszkiwanych przez 2810 mnichów i 4795 mniszek. Kościół prowadził 14 wydziałów teologicznych działających w ramach państwowych uczelni wyższych.
9 maja 1999 podczas swojej wizyty w Rumunii Jan Paweł II wziął udział w Boskiej Liturgii św. Jana Chryzostoma odprawianej przez patriarchę Teoktysta. Papież i Patriarcha wymienili znak pokoju i wspólnie pobłogosławili wiernych. Była to pierwsza wizyta papieża w kraju zamieszkiwanym w większości przez prawosławnych, połączona ze spotkaniem ze zwierzchnikiem miejscowego Kościoła autokefalicznego.
Rumuński Kościół Prawosławny pozostaje w łączności kanonicznej ze wszystkimi Kościołami. Łączności tej nie utrzymywał z nim natomiast Patriarchat Jerozolimski, który w maju 2011 zerwał ją z powodu konfliktu wokół budowy podległej Cerkwi rumuńskiej świątyni w Jerychu. Synod Rumuńskiego Kościoła Prawosławnego uznał tę decyzję za niezgodną z duchem braterskiej komunii i nie podjął analogicznej decyzji o zerwaniu łączności eucharystycznej. Przywrócenie pełnej łączności między Patriarchatami nastąpiło w lutym 2014 r.
W grudniu 2010 r. rozpoczęto budowę nowego soboru patriarchalnego – Katedry Zbawienia Narodu, największej świątyni prawosławnej w Rumunii. Budowany obiekt został poświęcony 25 listopada 2018 r. przez patriarchów: konstantynopolitańskiego Bartłomieja i rumuńskiego Daniela.

## Patriarcha Rumunii

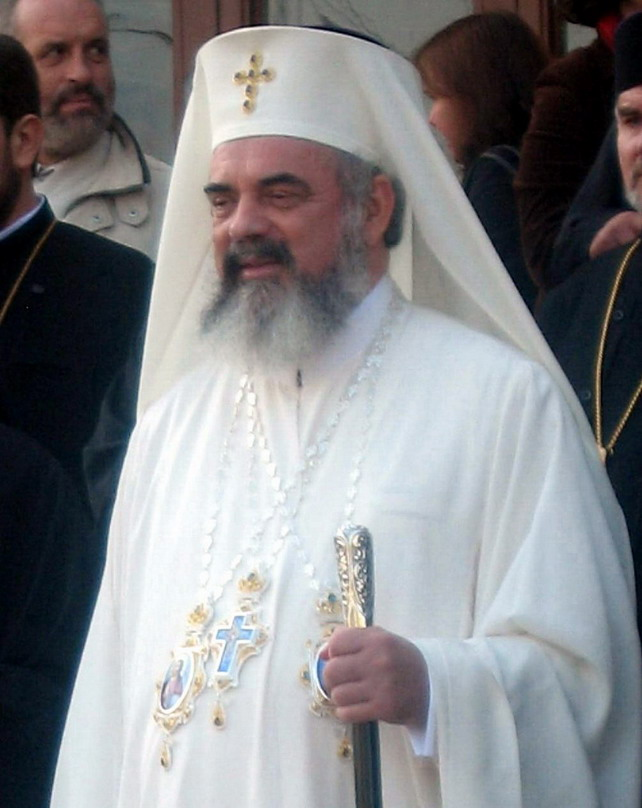
Patriarcha Rumunii Daniel

## Struktura administracyjna

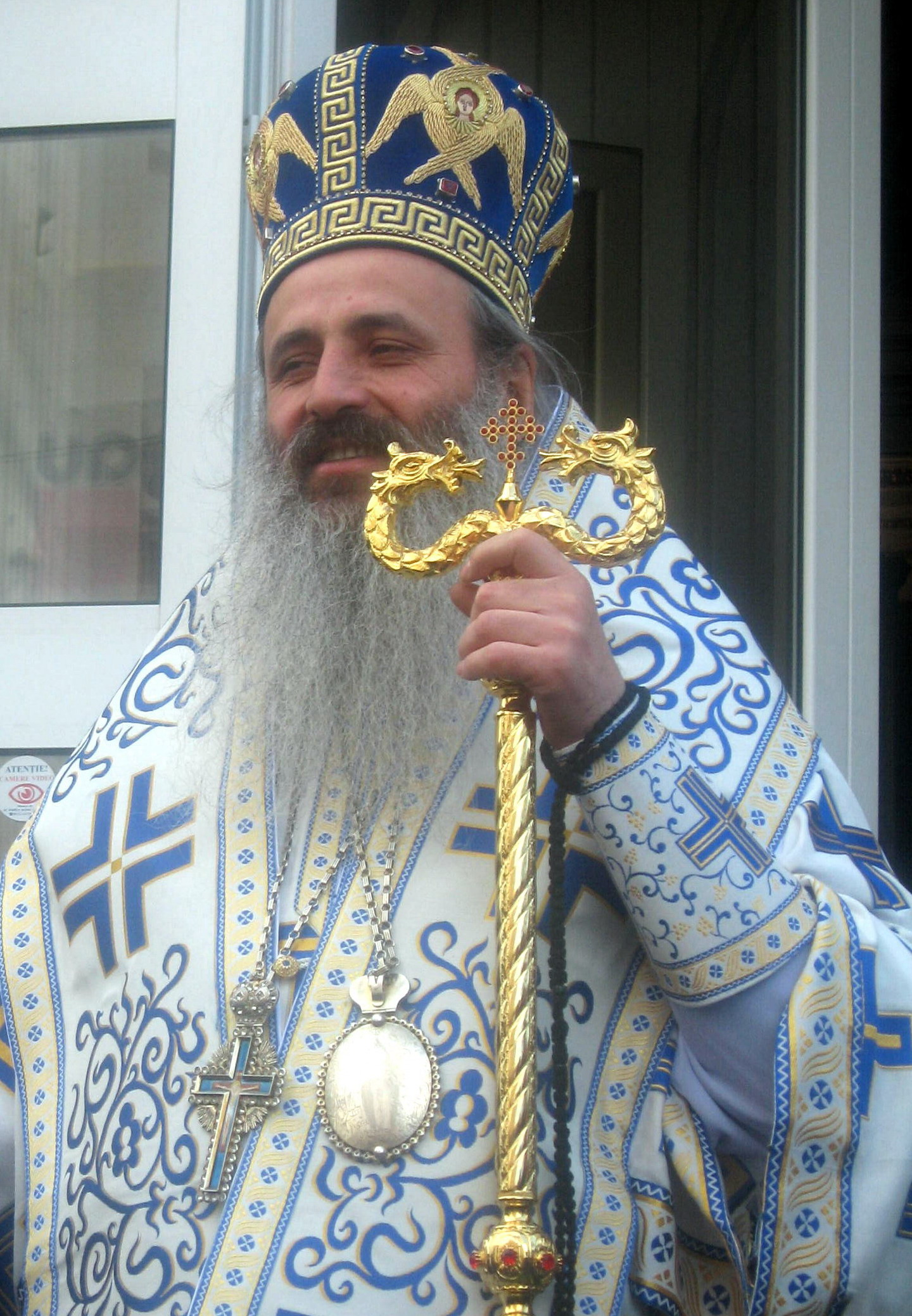
Metropolita Mołdawii Teofan

Rumuński Kościół Prawosławny jest podzielony na metropolie, które następnie dzielą się na archieparchie i eparchie:
- Metropolia Wołoszczyzny i Dobrudży, zwierzchnik: patriarcha Daniel
Archieparchia Bukaresztu, zwierzchnik: patriarcha Daniel
Archieparchia Tomis, zwierzchnik: arcybiskup Teodozjusz
Archieparchia Târgoviște, zwierzchnik: metropolita Nifon
Archieparchia Ardżesz i Muscel, zwierzchnik: arcybiskup Kalinik
Archieparchia Buzău i Vrancei, zwierzchnik: arcybiskup Cyprian
Archieparchia Dolnego Dunaju, zwierzchnik: arcybiskup Kasjan
Eparchia Slobozii i Calarasi, zwierzchnik: biskup Wincenty
Eparchia Aleksandrii i Teleormanu, zwierzchnik: biskup Galakcjon
Eparchia Giurgiu, zwierzchnik: biskup Ambroży
Eparchia Tulczy, zwierzchnik: biskup Wissarion
- Metropolia Mołdawii i Bukowiny, zwierzchnik: metropolita Teofan
Archieparchia Jass, zwierzchnik: metropolita Teofan
Archieparchia Suczawy i Radowców, zwierzchnik: arcybiskup Kalinik
Archieparchia Romanu, zwierzchnik: arcybiskup Joachim
Eparchia Huși, zwierzchnik: biskup Ignacy
- Metropolia Siedmiogrodu, zwierzchnik: metropolita Laurenty
Archieparchia Sybinu, zwierzchnik: metropolita Laurenty
Archieparchia Alba Iulia, zwierzchnik: arcybiskup Ireneusz
Eparchia Covasny i Harghity, zwierzchnik: biskup Andrzej
Eparchia Oradei, zwierzchnik: biskup Sofroniusz
- Metropolia Klużu, Marmaroszu i Sălaju, zwierzchnik: metropolita Andrzej
Archieparchia Vadu, Feleacu i Klużu, zwierzchnik: metropolita Andrzej
Eparchia Marmaroszu i Sătmaru, zwierzchnik: biskup Justyn
Eparchia Sălaju, zwierzchnik: biskup Petroniusz
- Metropolia Oltenii, zwierzchnik: metropolita Ireneusz
Archieparchia Krajowej, zwierzchnik: metropolita Ireneusz
Eparchia Râmnic, zwierzchnik: biskup Warsonofiusz
Eparchia Severinu i Strehai, zwierzchnik: biskup Nikodem
Eparchia Slatiny i Romanati, zwierzchnik: biskup Sebastian
- Metropolia Banatu, zwierzchnik: metropolita Jan
Archieparchia Timișoary, zwierzchnik: metropolita Jan
Archieparchia Aradu, zwierzchnik: arcybiskup Tymoteusz
Eparchia Caransebeș, zwierzchnik: biskup Lucjan
Eparchia Devy i Hunedoary, zwierzchnik: vacat
- Metropolia Besarabii, zwierzchnik: metropolita Piotr
Archieparchia Kiszyniowa, zwierzchnik: metropolita Piotr
Eparchia Bielec: biskup Antoni
Eparchia Besarabii Południowej: biskup Beniamin
Eparchia Tyraspolu i całego Naddniestrza
- Metropolia Europy Zachodniej i Południowej, zwierzchnik: metropolita Józef
Archieparchia Europy Zachodniej, zwierzchnik: metropolita Józef
Eparchia Włoch, zwierzchnik: biskup Sylwan
Eparchia Hiszpanii i Portugalii, zwierzchnik: biskup Tymoteusz
- Metropolia Niemiec, Europy Północnej i Środkowej, zwierzchnik: metropolita Serafin
Archieparchia Niemiec, zwierzchnik: metropolita Serafin
Eparchia Europy Północnej, zwierzchnik: biskup Makary
- Metropolia Obu Ameryk, zwierzchnik: metropolita Mikołaj[26]
Archieparchia Stanów Zjednoczonych Ameryki, zwierzchnik: metropolita Mikołaj[26]
Eparchia Kanady, zwierzchnik: biskup Jan Kasjan[26]
- Eparchia Dacia Felix, zwierzchnik: p.o. biskup Daniel
- Eparchia Węgier, zwierzchnik: biskup Sylwan
- Eparchia Australii i Nowej Zelandii, zwierzchnik: biskup Michał
- Wikariat Ukraiński

Ponadto działają przedstawicielstwa i wspólnoty wiernych Rumuńskiego Kościoła Prawosławnego w Belgii (przy instytucjach Unii Europejskiej), Bułgarii, na Cyprze, w Izraelu, Japonii, Jordanii, Południowej Afryce, Syrii i Turcji.